# أحمد خليفة السويدي
أحمد بن خليفة السويدي (1937-)، سياسي إماراتي، شغل منصب الممثل الشخصي لرئيس دولة الإمارات العربية المتحدة، وهو أول وزير خارجية لدولة الإمارات العربية المتحدة، وأول من ألقى بيان الاتحاد عام 1971. وهو شقيق الشاعرة عوشة السويدي.

## حياته
ولد أحمد خليفة السويدي في مدينة أبوظبي عام 1937، ودرس في الدوحة في قطر، حيث أكمل تعليمه الثانوي في مدرسة الدوحة الثانوية عام 1962، ثم تخرّج من كلية الاقتصاد والعلوم السياسية في جامعة القاهرة عام 1966. صاحَبَ الشيخ زايد بن سلطان آل نهيان منذ الأيام الأولى لإنشاء الاتحاد.
وقد عمل بعد تخرّجه مباشرةً مديراً في وزارة المعارف القطرية. في عام 1967 طلبه الشيخ زايد بن سلطان آل نهيان، ، للعودة إلى الوطن، حيث أسند إليه منصب رئاسة الديوان الأميري للشيخ زايد بن سلطان آل نهيان، حاكم إمارة أبوظبي ومؤسس دولة الإمارات العربية المتحدة. ثم أصبح بعد ذلك وزيراً لشؤون الرئاسة، وكان له دور واضح في منجزات مجلس التخطيط.
وفي أول تشكيل وزاري على المستوى الاتحادي منذ تأسيس دولة الإمارات العربية المتحدة في 2 ديسمبر 1971، تولى أحمد خليفة السويدي وزارة الخارجية وأسهم في رسم وتنفيذ السياسة الخارجية الحكيمة والمتوازنة للدولة. كما كان له دوره الملموس إلى جانب القائد المؤسس في حل الخلافات العربية وتغليب روح التضامن بين الأشقاء ونصرة القضايا العربية في جميع المحافل.
وبعد خدمة طويلة ومهمة في وزارة الخارجية، فضّل العمل مباشرةً مع الشيخ زايد فشغل مركز الممثل الشخصي لرئيس الدولة الشيخ زايد.
كان لأحمد خليفة السويدي العديد من الإسهامات في ميادين العمل الثقافي والإنساني والعام، فأسس المجمع الثقافي في أبوظبي، الذي أصبح مركزاً للتنوير في الإمارات.
كما أولى عنايةً خاصة للنشاط الاجتماعي، وخاصة ما يتعلّق بفئة ذوي الاحتياجات الخاصة.
وتنبغي الإشارة إلى أنّ أحمد خليفة السويدي قد أسهم في إنشاء مؤسسات أبوظبي الاقتصادية، مثل جهاز أبوظبي للاستثمار، وصندوق أبوظبي للتنمية، وبنك أبوظبي الوطني. وكان لهذه المؤسسات الرائدة دورها وإسهاماتها في حركة التنمية داخل دولة الإمارات العربية المتحدة وعلى مستوى الدول الشقيقة والصديقة.
وله دور معروف في ترسيخ أركان اتحاد الإمارات، في ظل الشيخ زايد بن سلطان آل نهيان، والشيخ راشد بن سعيد آل مكتوم وإخوانهما المؤسسين، ومده بأسباب القوة والمنعة والاستمرار. كما تذكر له المواقف المبدئية الثابتة والمشرفة من مجمل القضايا العربية.
وقد كُـرِّم أحمد خليفة السويدي من قِبَل كثير من الدول والهيئات من داخل الدولة وخارجها وحصل على العديد من الجوائز والأوسمة. ومن أبرزها جائزة أوائل الإمارات عام 2015 كأول وزير خارجية للدولة وأول من ألقى بيان الإتحاد

## تقدير أنور السادات له
يُذكر «لأحمد خليفة السويدي» هذا الدور الوطني والقومي الذي لا تنساه له مصر ولا العرب أيضاً عندما أوفدته «قمة بغداد» ضمن وفد رفيع للقاء الرئيس «السادات» بعد توقيع «اتفاقية السلام» المصرية - الإسرائيلية وقد رفض الرئيس «السادات» استقبال ذلك الوفد بسبب ملابسات تلك الأيام الصعبة ولكنه استثني «أحمد السويدي» من انتقاده وذكره بكلمات طيبة تعكس اعتراف «القاهرة» بدوره وتقدر ظروفه.

## بيان الاتحاد
في الثاني من ديسمبر من عام 1971 ألقى أحمد خليفة السويدي بيان الاتحاد معلناً قيام دولة الإمارات العربية المتحدة، وذلك بحضور الآباء المؤسسين، وحشد من الشخصيات ووسائل الإعلام المحلية والعربية والعالمية.
«وبعونه تعالى واستجابة لرغبة شعبنا العربي فقد قررنا نحن حكام إمارات أبو ظبي ودبي والشارقة وعجمان وأم القيوين والفجيرة إقامة دولة اتحادية باسم (الإمارات العربية المتحدة). وإذ نزف هذه البشرى السارة إلى الشعب العربي الكريم نرجو الله تعالى أن يكون هذا الاتحاد نواة لاتحاد شامل يضم باقي أفراد الأسرة من الإمارة الشقيقة التي لم تمكنها ظروفها الحاضرة من التوقيع على هذا الدستور».

## حياته الخاصة

### زوجاته
- حمدة بنت أحمد بن خلف العتيبة (-1955)
- موزة بنت عبدالله بن أحمد العتيبة (-2015)
- آمنة بنت عبد الله بن علي المهيري (توفيت 18 مارس 2019)

### الأبناء
- موزة
- محمد
- ناصر
- منى
- خولة
- حمد
- فاطمة
- خالد
- مريم
- شيخة
- شمسة
- خليفة
- خلف
- العنود
- مبارك